# Jeff Halliburton
Jeffrey Halliburton, detto Jeff (Rockville Centre, 3 luglio 1949), è un ex cestista statunitense, professionista nella NBA.

## Carriera
Venne selezionato dagli Atlanta Hawks al terzo giro del Draft NBA 1971 (39ª scelta assoluta).